# ヒューマンバラエティ 日曜のマゼラン
『ヒューマンバラエティ 日曜のマゼラン』（ヒューマンバラエティ にちようのマゼラン）は、2004年4月4日から2005年3月27日まで、東北地方および新潟県のANN系列7局で、毎週日曜 12:00 ‐12:55（JST）に生放送されていた情報バラエティ番組である。東日本放送、青森朝日放送、岩手朝日テレビ、秋田朝日放送、山形テレビ、福島放送、新潟テレビ21の共同制作番組。

## 概要
本番組は『八波一起のTVイーハトーブ』と『うじきつよしのワンダーポケット』を統合した情報バラエティ番組として放送された。スポンサーは東北電力を筆頭とする各社提供であった。視聴率の不振により、2005年3月27日放送分をもって終了し、東北電力提供番組枠は『週刊ことばマガジン』、情報番組枠は『TVイーハトーブ・土曜のてっぺん』へと移行した。

## 司会（メインキャスター）
- 内藤剛志
- 岩田有未（当時東日本放送アナウンサー）

## ゲスト（マゼランファミリー）
情熱の羅針盤（じょうねつのらしんばん）リポーター
- 青島健太
- ダニエル・カール
- 舞の海秀平
- 山川恵里佳
- みなみらんぼう
- 田中健
- 伊藤聡子
- 藤崎奈々子

## ネット局
- 東日本放送
- 青森朝日放送
- 岩手朝日テレビ
- 秋田朝日放送
- 山形テレビ
- 福島放送
- 新潟テレビ21

## 製作協力
- 東北朝日プロダクション
- トラストネットワーク
- CROSS TV

## 中継アナウンサー（ネット局）
- 東日本放送
  - 濱知美
- 青森朝日放送
  - 川井綾子
- 岩手朝日テレビ
  - 原田圭子
  - 矢部順子
- 秋田朝日放送
  - 伊藤里奈
- 山形テレビ
  - 熊谷瞳
- 福島放送
  - 笠置わか菜
- 新潟テレビ21
  - 冨高由喜

## コーナー紹介
中継
各放送局からその土地に関する話題を紹介する。特に注目してほしいところには「見てケロ！」という音が挿入され、その後に紹介する。
情熱の羅針盤
特集コーナーである。マゼランファミリー（ゲスト）が注目の人（マゼラン）にスポットを当て、取材する。
岩たび日記
東日本放送アナウンサーの岩田有未が、東北各地を廻り出会い触れ合う旅だが、ほとんどの回で美味しいものを食べている場面が見受けられる。